# Individualismo e ordem econômica
Individualismo e ordem econômica (em inglês, Individualism and Economic Order) é um livro escrito por Friedrich Hayek, que consiste em um compêndio de ensaios originalmente publicado nas décadas de 1930 e 1940. O trabalho discute tópicos que vão desde a filosofia moral aos métodos das ciências sociais e da teoria econômica para contrastar os mercados livres com as economias planejadas.